# Picco Baden-Powell
Il picco Baden-Powell Scout (inglese: Baden-Powell Scout Peak) è un picco della catena montuosa dell'Himalaya, la più alta del mondo, ed arriva ai 5710 metri dal livello del mare. Amministrativamente fa parte della Regione di Sviluppo Centrale del Nepal ed è situato all'interno dei confini della zona amministrativa di Bagmati, nei distretti di Sindhulpalchok e Rasuwa.
La vetta è stata dedicata al fondatore del movimento scout il lord britannico Robert Baden-Powell, I barone di Gilwell dal governo nepalese in occasione del centenario dello scautismo, celebrato nel 2007. Prima di questa dedica il rilievo era conosciuto come picco Urkema (inglese: Urkema Peak).